# Músculo obturador externo
El músculo obturador externo es un músculo profundo, plano y triangular que cubre la superficie externa de la pared anterior de la pelvis por delante del cuadrado crural. En ocasiones se considera como parte del compartimento medial del muslo, mientras que otros autores le consideran como parte de la región glútea.

## Trayecto
El obturador externo nace en el margen óseo lateral del orificio del obturador, de la rama del hueso pubis y de la rama izquierda del isquion. También tiene fascículos que parten de los 2/3 mediales de la superficie externa de la membrana del obturador y del arco tendinoso que completa el canal por el que pasan los vasos y nervios obturadores. Otras fibras salen del arco púbico y se extienden por la superficie más interna de ese hueso hasta llegar a unirse en un punto sobre la membrana del obturador. 
Todas las fibras convergen y recorren un trayecto un poco hacia atrás, hacia arriba y hacia afuera para terminar en un tendón que corre detrás del cuello del fémur hasta insertarse en la fosita trocantérica de ese hueso.

### Relaciones
En su trayecto, el obturador externo se asocia con la arteria y vena obturadora. Por su parte, la rama anterior del nervio obturador alcanza el muslo frente al músculo obturador externo, mientras que la rama posterior de ese nervio atraviesa al músculo.

## Irrigación e inervación
El obturador externo recibe irrigación sanguínea de ramas de la arteria obturadora. La inervación la recibe de fibras de la rama posterior del nervio obturador provenientes de L3 y L4.

## Acciones
La contracción del obturador externo estabiliza la articulación coxofemoral y produce la aducción de la cadera o articulación coxofemoral, es decir, aproxima el miembro inferior hacia la línea media del cuerpo, especialmente cuando la pierna está flexionada. El obturador externo también causa la rotación lateral o hacia afuera del miembro inferior. 